# 韋德梅季夫卡 (諾索夫卡區)
51°1′41″N 31°18′50″E / 51.02806°N 31.31389°E
韋德梅季夫卡（烏克蘭語：Ведмедівка），是烏克蘭北部的村莊，隸屬切爾尼希夫州的尼任區。該村始建於1600年，面積0.45平方公里，海拔高度114米，2001年人口108，人口密度每平方公里240人。